# Долгорын Манибадар
До́лгорын Ма́нибадар (монг. Долгорын Маньбадар; 1889—1963) — монгольский художник, мастер народной живописи, ученик Балдугийна Шарава.

## Биография
Родился в 1889 году в местности Сухайт хошуна Балдан-дзасака Сайн-нойон-ханского аймака (совр. 7-й баг сомона Ноён аймака Умнеговь). Благодаря своим умениям с ранних лет участвовал в приготовлении фигурных балинов для буддийских ритуалов в местном храме и его ремонте. В 16 лет вместе с караваном добрался до Урги, поселившись в монастыре Гандантэгченлин, где занялся буддийской живописью и резьбой по дереву. В 1938 году порвал с монашеской жизнью, начав работать подмастерьем в художественной артели. В 1939—1940 годах изучал живопись, самостоятельные художественные произведения начал писать с 1944 года.
В своём творчестве не порывал с традиционным монгольским искусством, но при этом использовал светотень, линейную перспективу и другие европейские нововведения, вследствие чего считается одним из реформаторов монгольской живописи.
Наиболее известные работы: портреты Сухэ-Батора (написан в 1944 году) и Чойбалсана (написан в 1945 году), выполненные гуашью и выставленные в Музее изобразительных искусств в Улан-Баторе; плафоны в Театре оперы и балета, Музее Сухэ-Батора и Чойбалсана в Улан-Баторе, а также в правительственной резиденции в пади Их-Тэнгэрийн (созданы в 1940-е годы); серии зарисовок национального орнамента (известен тем, что собрал свыше тысячи их образцов); полотна гуашью «Древний богатырь» (1947) и «Новая Монголия» (1949).
Был в 1948 году награждён Государственной премией МНР, имел звание Заслуженного деятеля искусств Монгольской народной республики.